# محاصره انطاکیه (۲۵۳)
محاصره انطاکیه اشاره به نبردی بین شاهنشاهی ساسانی و امپراتوری روم دارد که در سال ۲۵۳ میلادی درگرفت. در این نبرد، ساسانیان تحت شاهنشاهی شاپور یکم، پس از اینکه رومی‌ها را در نبرد باربالیسوس شکست دادند، شهر انطاکیه را محاصره کرده و آن را تسخیر کردند.